# 延命寺 (南房総市)
延命寺（えんめいじ）は、千葉県南房総市本織にある、曹洞宗の寺院。山号は長谷山。本尊は虚空蔵菩薩。

## 歴史
寺伝によると、1520年（永正17年）里見実堯は吉州梵貞を招いて開山とし、田園を寄付して菩提寺にしたという。里見氏から寺領217石余が安堵された。
観音堂に安置されている十一面観世音菩薩は、平尾山大通寺の本尊で、当寺の裏山にあったという。裏山に里見実堯・里見義堯・里見義弘の墓所がある。大正12年（1923年）関東大震災により、境内の小道を横断して出現した断層が、延命寺断層と命名されている。

## 千葉県指定文化財
- 板石塔婆

## 南房総市指定文化財
- 地獄極楽絵図
- 源氏里見系図
- 魚鼓
- 延命寺のビャクシン

## 交通アクセス
- 館山日東バス三芳病院前バス停下車。

## 隣の札所
安房国札三十四観音霊場
23 宝珠院 -- 24 延命寺 -- 25 真野寺